# Station Strood
Strood is een spoorwegstation van National Rail in Strood, Medway in Engeland. Het station is eigendom van Network Rail en wordt beheerd door Southeastern. Het station is geopend in 1856.